# C.J. Brown
C.J. Brown, wł. Charles James Brown (ur. 15 czerwca 1975 w Eugene) – amerykański piłkarz, grający na pozycji obrońcy, były reprezentant Stanów Zjednoczonych. Obecnie jest asystentem trenera amerykańskiego klubu New York Red Bulls, grającego w Major League Soccer.